# こんなに近くで...
「こんなに近くで...」（こんなにちかくで）は、Crystal Kayの通算21枚目のシングルである。

## 概要
- 『のだめカンタービレ』のアニメ版のエンディングテーマで、ベートーヴェンの交響曲第7番第1楽章を曲全体にフィーチャーした楽曲となっている。ストリングスはのだめオーケストラが参加している。
- 2009年にデビュー10周年の企画「Let's Vote -みんなが選んだCrystal Kayの大好きな曲-」で4位を獲得。

## 収録曲
1. こんなに近くで...
  - 作詞：六ツ見純代／作曲・編曲：Ryosuke "Dr.R" Sakai
2. FEEL
  - 作詞：H.U.B.／作曲：ハマモトヒロユキ／編曲：Shingo.S
3. こんなに近くで... -KZ Future Disco Remix-
4. FEEL -Singo.S Remix-
5. こんなに近くで...-Instrumental-

## タイアップ
- フジテレビ系アニメ「のだめカンタービレ」第1期エンディングテーマ（M-1）
- エムティーアイ「music.jp」CMソング（M-1）
- 毎日放送ドラマ「子育てプレイ&MORE」テーマソング（M-1）